# Тридцать первое правительство Израиля
Тридцать первое правительство Израиля (ивр. ממשלת ישראל השלושים ואחת‎) было сформировано Эхудом Ольмертом 4 мая 2006 года после победы Кадимы на парламентских выборах. Изначально, правящая коалиция состояла из партий Кадима, Авода, ШАС и Гиль и имела 67 из 120 мест в Кнессете. В ноябре 2006 года в коалицию вошла партия Наш дом Израиль (11 мест), но вышла из неё 16 января 2008 года в знак протеста на мирные переговоры с Палестинской Автономией. 29 января 2007 года министром без портфеля стал представитель Аводы Ралеб Маджаделе, ставший первым в истории Израиля мусульманским министром.
Это правительство просуществовало до 31 марта 2009 года, когда после парламентских выборов Биньямин Нетаньяху сформировал новое правительство.

## Состав правительства
| Должность                                                     | Имя                                                 | Партия          |
| ------------------------------------------------------------- | --------------------------------------------------- | --------------- |
| Премьер-министр                                               | Эхуд Ольмерт                                        | Кадима          |
| Вице-премьер                                                  | Шимон Перес (до 13 июня 2007)1                      | Кадима          |
| Вице-премьер                                                  | Хаим Рамон                                          | Кадима          |
| Первый заместитель премьер-министра                           | Ципи Ливни                                          | Кадима          |
| Заместитель премьер-министра                                  | Эхуд Барак (с 18 июня 2007)2                        | Авода           |
| Заместитель премьер-министра                                  | Авигдор Либерман (30 октября 2006 — 18 января 2008) | НДИ             |
| Заместитель премьер-министра                                  | Шауль Мофаз                                         | Кадима          |
| Заместитель премьер-министра                                  | Амир Перец (до 18 июня 2007)2                       | Авода           |
| Заместитель премьер-министра                                  | Эли Ишай                                            | ШАС             |
| Министр сельского хозяйства                                   | Шалом Симхон                                        | Авода           |
| Министр связи                                                 | Ариэль Атиас                                        | ШАС             |
| Министр обороны                                               | Амир Перец (до 18 июня 2007)2                       | Авода           |
| Министр обороны                                               | Эхуд Барак (с 18 июня 2007)2                        | Авода           |
| Министр развития Негева и Галилеи                             | Шимон Перес (до 13 июня 2007)1                      | Кадима          |
| Министр развития Негева и Галилеи                             | Яаков Эдри (с 4 июля 2007)                          | Кадима          |
| Министр по делам диаспоры, общества и борьбе с антисемитизмом | Ицхак Герцог (с 21 марта 2007)                      | Авода           |
| Министр образования, культуры и спорта                        | Юли Тамир                                           | Авода           |
| Министр экологии                                              | Гидеон Эзра                                         | Кадима          |
| Министр финансов                                              | Авраам Гиршзон (до 3 июля 2007)3                    | Кадима          |
| Министр финансов                                              | Рони Бар-Он (с 4 июля 2007)                         | Кадима          |
| Министр иностранных дел                                       | Ципи Ливни                                          | Кадима          |
| Министр здравоохранения                                       | Яаков Бен-Изри                                      | Гиль            |
| Министр жилья и строительства                                 | Меир Шитрит (до 4 июля 2007)                        | Кадима          |
| Министр жилья и строительства                                 | Зеэв Бойм (с 4 июля 2007)                           | Кадима          |
| Министр абсорбции                                             | Зеэв Бойм (до 4 июля 2007)                          | Кадима          |
| Министр абсорбции                                             | Яаков Эдри (4 июля 2007 — 14 июля 2008)             | Кадима          |
| Министр абсорбции                                             | Эли Афлало (с 14 июля 2008)                         | Кадима          |
| Министр промышленности, торговли и занятости                  | Эли Ишай                                            | ШАС             |
| Министр внутренних дел                                        | Рони Бар-Он (до 4 июля 2007)                        | Кадима          |
| Министр внутренних дел                                        | Меир Шитрит (с 4 июля 2007)                         | Кадима          |
| Министр внутренней безопасности                               | Ави Дихтер                                          | Кадима          |
| Министр юстиции                                               | Хаим Рамон (до 22 августа 2006)                     | Кадима          |
| Министр юстиции                                               | Ципи Ливни (29 ноября 2006 — 7 февраля 2007)        | Кадима          |
| Министр юстиции                                               | Даниэль Фридман                                     | беспартийный    |
| Министр национальной инфраструктуры                           | Биньямин Бен-Элиэзер                                | Авода           |
| Министр по делам пенсионеров                                  | Рафи Эйтан                                          | Гиль            |
| Министр по делам религий                                      | Ицхак Коэн (с 14 января 2008)                       | ШАС             |
| Министр науки, культуры и спорта                              | Офир Пинес-Паз (до 1 ноября 2006)4                  | Авода           |
| Министр науки, культуры и спорта                              | Ралеб Маджаделе (с 21 марта 2007)                   | Авода           |
| Министр по стратегическим вопросам                            | Авигдор Либерман (30 октября 2006 — 18 января 2008) | Наш дом Израиль |
| Министр туризма                                               | Ицхак Герцог (до 21 марта 2007)                     | Авода           |
| Министр туризма                                               | Ицхак, Ааронович (21 марта 2007 - 18 января 2008)   | Наш дом Израиль |
| Министр туризма                                               | Рухама Авраам (с 14 июля 2008)                      | Кадима          |
| Министр транспорта и дорожной безопасности                    | Шауль Мофаз                                         | Кадима          |
| Министр благосостоянияи социальных услуг                      | Эхуд Ольмерт (до 21 марта 2007)                     | Кадима          |
| Министр благосостоянияи социальных услуг                      | Ицхак Герцог (с 21 марта 2007)                      | Авода           |
| Министр без портфеля                                          | Рухама Авраам (4 июля 2007 — 14 июля 2008)          | Кадима          |
| Министр без портфеля                                          | Ами Аялон (24 сентября 2007 — 16 декабря 2008)      | Авода           |
| Министр без портфеля                                          | Эйтан Кабель (до 4 мая 2007)                        | Авода           |
| Министр без портфеля                                          | Ицхак Коэн (до 14 января 2008)                      | ШАС             |
| Министр без портфеля                                          | Яаков Эдри (до 4 июля 2007)                         | Кадима          |
| Министр без портфеля                                          | Ралеб Маджаделе (29 января — 21 марта 2007)         | Авода           |
| Министр без портфеля                                          | Мешулам Нахари                                      | ШАС             |
| Заместитель министра обороны                                  | Эфраим Снэ (30 октября 2006 — 18 июня 2007)         | Авода           |
| Заместитель министра обороны                                  | Матан Вильнаи (с 2 июля 2007)                       | Авода           |
| Заместитель министра иностранных дел                          | Маджалли Ваххаби (с 29 октября 2007)                | Кадима          |

1 Перес покинул свой пост после победы на президентских выборах.
2 Барак сменил Переца после победы на выборах лидера партии.
3 Гиршзон подал в отставки в связи с выдвинутым против него обвинением в мошенничестве.
4 Пинес-Паз ушёл из правительства в знак протеста против ввода в состав правительства представителей партии Наш дом Израиль.